# Miloš Šifalda

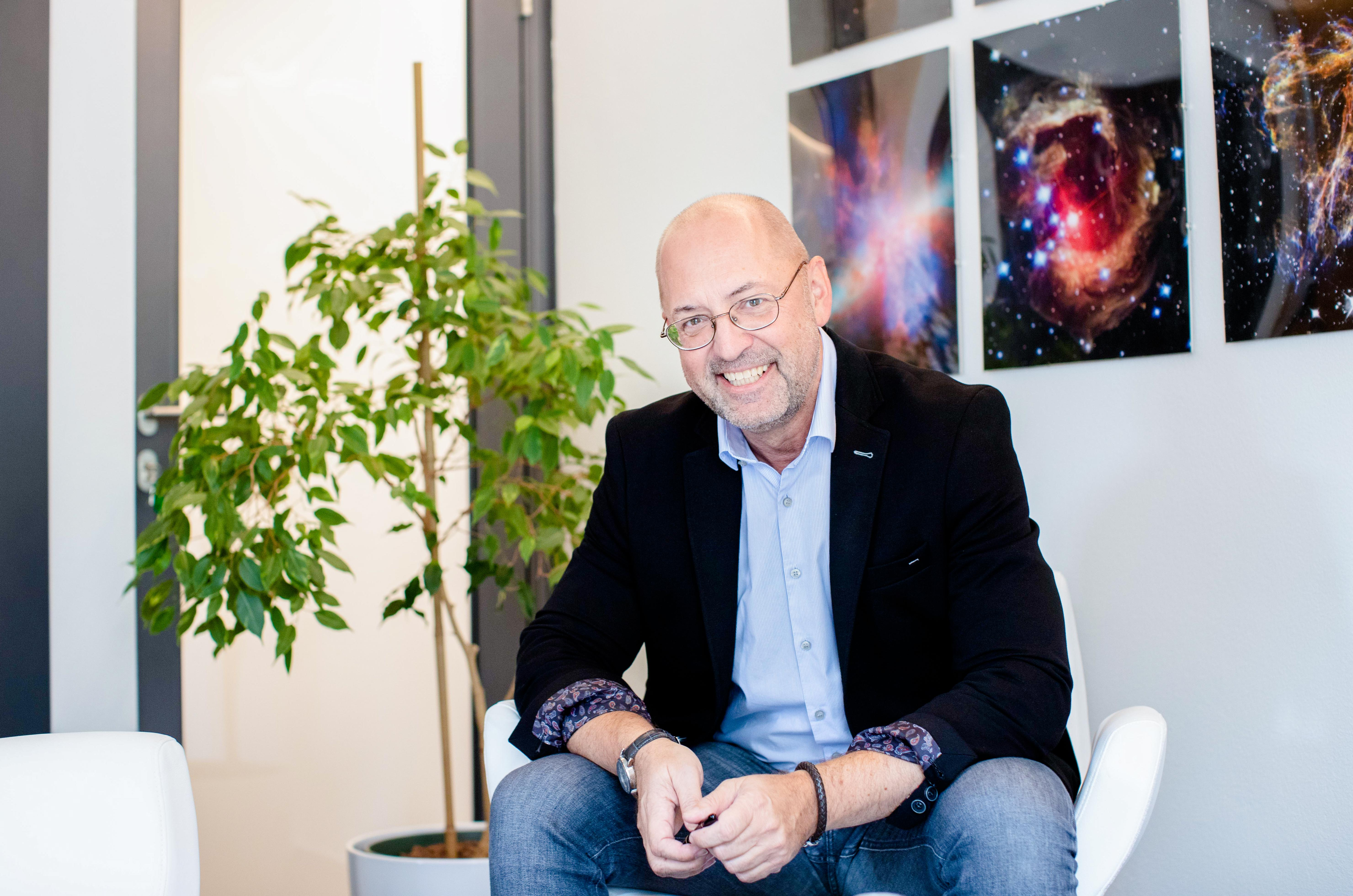
Miloš Šifalda

Miloš Šifalda (* 1964, Brno) je český fyzik, pedagog a manažer pedagogických a vědeckých projektů, úředník, politik, CEO v JCMM, z. s. p. o., politik za Občanskou demokratickou stranu v Jihomoravském kraji.

## Život
Narodil se v roce 1964 Brně, kde žije dodnes. V roce 1982 absolvoval na Gymnáziu tř. kapitána Jaroše v Brně. Následně studoval fyziku pevných látek na Přírodovědecké fakultě Masarykovy univerzity v Brně. Poté se realizoval několik let v aplikovaném výzkumu v Tesle Rožnov. Následně působil jako pedagog a ředitel gymnázia J. G. Mendela v Brně.
Ve druhé polovině devadesátých let zastával funkci vedoucího odboru školství Magistrátu města Brna, kdy také absolvoval čtyřsemestrální postgraduální studium na VŠE v Praze v oboru Regionální správa a rozvoj. Po vzniku krajů se v roce 2001 stal vedoucím odboru školství Krajského úřadu Jihomoravského kraje.
V období 2004 až 2010 zastával volenou funkci člena Rady Jihomoravského kraje se zodpovědností za oblast školství a sportu. Od roku 2008 současně řídil oblast mezinárodní spolupráce a krátce i regionálního rozvoje. Od června 2010 je ředitelem JCMM, z. s. p. o. (dříve Jihomoravského centra pro mezinárodní mobilitu), organizace založené brněnskými univerzitami a Jihomoravským krajem.
Na pozici CEO koordinuje krajské i mezinárodní projekty pro nadané vědce, studenty vysokých i středních škol i projekty zaměřené na pedagogy a jejich práci s žáky. Působí v řadě odborných orgánů. Je místopředsedou Rady pro rozvoj lidských zdrojů JMK a členem Rady pro vnitřní hodnocení Mendelovy univerzity v Brně.

## Veřejné působení
- od 1998 člen Občanské demokratické strany
- 2004–2010 člen Rady Jihomoravského kraje se zodpovědností za oblast školství a sportu
- 2008–2010 člen Rady Jihomoravského kraje se zodpovědností za oblast mezinárodní spolupráce a krátce i regionálního rozvoje
- od 2017 místopředseda Rady pro rozvoj lidských zdrojů JMK[1]
- od 2016 člen Rady pro vnitřní hodnocení Mendelovy univerzity v Brně[2]
- od 2010 CEO JCMM[3], z. s. p. o.

Aktuálně[kdy?] řídí projekty: jcmm.cz, vzdelavanivsem.cz, vyberskoly.cz, www.sockari.cz, www.robotiada.cz, ntrophy.cz.